# Ёжуга (приток Пинеги)
Ёжуга (коми Ыжъю) — река в России, течёт в Архангельской области и в Республике Коми по территории Пинежского и Удорского районов, правый приток реки Пинеги.
Длина реки составляет 165 км, площадь водосборного бассейна — 2850 км². Средний расход воды — 13,5 м³/с. Питание смешанное, в основном снеговое. В верховьях течёт по холмистой местности, в низовье — по заболоченной равнине. В устье реки, на территории Труфаногорского сельского поселения, расположен нежилой посёлок Ёжуга.

## Притоки
- Ужера
- Лавнюга
- Еюга (Пилеса, Плекса)
- Норас
- Большой Нанбас (Ниж. Нонбус, Нондус)
- Верхний Нанбас (Верх. Нонбус, Нондус)
- Сюзьма
- Нижний Шангес (Нижний Шаньгас)
- Верхний Шангес (Верхний Шаньгас)
- Утюга
- Нижняя Ура (Большая Ура)
- Верхняя Ура (Малая Ура)
- Лапа
- Малая Ордюга
- Большая Ордюга
- Кычас
- Нотус (Натус)
- Пилиса (Пилеса, Плекса)
- Малема (Мальма)
- Большой Сыв-Иоль
- Пад-ручей

## Название
Название реки образовано из двух слов языка коми: эж — «дёрн, зелёный покров, поверхность» и юга — «река». Таким образом, название Ёжуга — это «луговая, травянистая река».

## Данные водного реестра
По данным государственного водного реестра России и геоинформационной системы водохозяйственного районирования территории РФ, подготовленной Федеральным агентством водных ресурсов:
- Бассейновый округ — Двинско-Печорский
- Речной бассейн — Северная Двина
- Речной подбассейн — Северная Двина ниже места слияния рек Вычегды и Малой Северной Двины
- Водохозяйственный участок — Пинега
- Код водного объекта — 03020300312103000038313